# Świętobor Warcisławowic
Świętobor Warcisławowic (ur. na przeł. 1456/1457, zm. po 3 maja 1464) – młodszy syn Warcisława X, księcia bardowskiego, rugijskiego i wołogoskiego oraz Elżbiety.

## Źródła o Świętoborze
Według źródeł, w wieku 10 lat został immatrykulowany na Uniwersytecie w Greifswaldzie w 1462, gdzie jeszcze tego samego roku wybrany został rektorem. Badania genealogiczne jednak wskazują, że Świętobor, w tym czasie miał zaledwie 5–6 lat. Zmarł po 3 maja 1464, w okresie wielkiej zarazy.

## Genealogia
| Warcisław IX ur. 1395? lub w okr. 1395–1400 zm. 17 IV 1457 | Warcisław IX ur. 1395? lub w okr. 1395–1400 zm. 17 IV 1457 |                                          |                                          | Zofia ur. najwcz. 1374 zm. 1462 | Zofia ur. najwcz. 1374 zm. 1462 |  |  | Jan „Alchemik” ur. 1406 zm. 16 XI 1464 | Jan „Alchemik” ur. 1406 zm. 16 XI 1464 |                                         |                                         | Barbara saska ur. 1405 zm. 1465 | Barbara saska ur. 1405 zm. 1465 |
|                                                            |                                                            |                                          |                                          |                                 |                                 |  |  |                                        |                                        |                                         |                                         |                                 |                                 |
|                                                            |                                                            |                                          |                                          |                                 |                                 |  |  |                                        |                                        |                                         |                                         |                                 |                                 |
|                                                            |                                                            | Warcisław X ur. ok. 1435 zm. 17 XII 1478 | Warcisław X ur. ok. 1435 zm. 17 XII 1478 |                                 |                                 |  |  |                                        |                                        | Elżbieta ur. 1425 zm. przed 23 XI 1471? | Elżbieta ur. 1425 zm. przed 23 XI 1471? |                                 |                                 |
|                                                            |                                                            |                                          |                                          |                                 |                                 |  |  |                                        |                                        |                                         |                                         |                                 |                                 |
|                                                            |                                                            |                                          |                                          |                                 |                                 |  |  |                                        |                                        |                                         |                                         |                                 |                                 |
|                                                            |                                                            |                                          |                                          |                                 |                                 |  |  |                                        |                                        |                                         |                                         |                                 |                                 |

|  |  |  |  | Świętobor Warcisławowic (ur. na przeł. 1456/1457, zm. po 3 V 1464) |

## Opracowania
- Edward Rymar, Rodowód książąt pomorskich, Szczecin: Książnica Pomorska im. Stanisława Staszica, 2005, ISBN 83-87879-50-9, OCLC 69296056. Brak numerów stron w książce

## Literatura dodatkowa (opracowania)
- Szymański J.W., Książęcy ród Gryfitów, Goleniów – Kielce 2006, ISBN 83-7273-224-8, s. 367.